# Plantation d'Annaberg
La plantation d'Annaberg est une ancienne sucrerie et plantation de sucre, située au nord-ouest de Coral Bay, dans les Îles Vierges des États-Unis.

## Historique
La plantation d'Annaberg est une ancienne sucrerie et plantation de canne à sucre, située au nord-ouest de Coral Bay, dans les Îles Vierges des États-Unis. Elle est inhabitée et fait partie du Quartier historique d'Annaberg, lui-même situé dans le parc national des îles Vierges.